# Otó I de Borgonya
|  | Aquest article tracta sobre duc de Borgonya. Si cerqueu comte de Borgonya, vegeu «Otó de Hohenstaufen, I de Borgonya». |

Otó I de Borgonya (944 - 965), duc de Borgonya (956-965).

## Orígens familiars
Fill d'Hug el Gran, comte de París i germà per tant d'Hug Capet, primer rei de França de la dinastia Capet.

## Núpcies i descendents
Es casà amb Letgarda de Borgonya, filla del duc Gilbert de Châlon i la seva esposa Ermengarda de Borgonya. D'aquesta unió no tingueren fill.
Morí el 22 de febrer de l'any 965, sent succeït al ducat de Borgonya pel seu germà Enric I de Borgonya.